# 周憲文
周憲文（1907年10月24日—1989年5月23日），生於中國浙江黃巖，台灣經濟學家、社會科學研究者。

## 生平
日本京都帝國大學經濟學專攻畢業。
1946年1月應陳儀邀到台灣，2月5日被同鄉羅宗洛（時任國立臺灣大學代理校長）聘為台大法學院院長（首任），並兼南方人文研究所所長。
台大陸志鴻校長上任后，改請陳世鴻任法學院院長。
1946年11月16日，陸志鴻校長任內，南方人文研究所和南方資源研究所停辦，改任臺灣銀行新設「金融研究室」（後改名「經濟研究室」）主任。
擔任臺灣銀行經濟研究室主任期間，創辦《臺灣經濟金融月刊》，主編《臺灣文獻叢刊》、《臺灣研究叢刊》、《經濟學名著翻譯叢書》、《西洋經濟史論集》、《西洋經濟學者及其名著辭典》。